# Wilhelm Schmidthals

Wilhelm Schmidthals

Wilhelm Schmidthals (* 24. Dezember 1873 in Bütow; † 22. März 1951 in Steingaden) war ein deutscher Politiker (Nationalliberale Partei, DDP, DVP).

## Leben und Beruf
Nach dem Besuch der Volksschule und dem Abitur auf dem Gymnasium in Schweidnitz 1892 absolvierte Schmidthals, der evangelischen Glaubens war, zunächst eine landwirtschaftliche Lehre, an die er auch noch eine kaufmännische Lehre anschloss. Anschließend arbeitete er als landwirtschaftlicher Beamter. 1901 pachtete er ein Rittergut in Riemberg (Kreis Wohlau), später noch eines in Schlottnig bei Liegnitz. Seit 1920 gehörte er dem Vorläufigen Reichswirtschaftsrat an. Außerdem gehörte er dem Verwaltungsrat der „Deutschen Rentenbank-Kreditanstalt“ und dem Präsidium des „Deutschen Bauernbundes“ an. Ferner war er Vorstandsmitglied der „Deutschen Bauernschaft“ und der „Arbeitsgemeinschaft der Organisationen landwirtschaftlicher Klein- und Mittelbetriebe“.

## Partei
Schmidthals war im Kaiserreich Mitglied der Nationalliberalen Partei, deren Zentralvorstand er von 1913 bis 1918 angehörte. Im Gegensatz zur Mehrheit seiner Parteifreunde beteiligte er sich nicht an der Gründung der DVP, sondern trat 1918 der DDP bei. 1930 verließ er die DDP und trat zur DVP über.

## Abgeordneter
Nach der Novemberrevolution gehörte Schmidthals dem I. Allgemeinen Kongress der Arbeiter- und Soldatenräte Deutschlands, der vom 16. bis 20. Dezember 1918 stattfand, an und war dort Vorsitzender der 24-köpfigen Demokratischen Fraktion. Er sprach sich auf dem Kongress für eine Aufteilung der großen landwirtschaftlichen Güter in kleine Eigenbetriebe aus. Er gehörte 1919/20 der Weimarer Nationalversammlung an. In der Debatte über das Reichssiedlungsgesetz am 1. Juli 1919 sprach er sich für die Schaffung vor allem kleiner Siedlungsstellen für Neubauern aus. Er begründete dies damit, dass die Kleinbauern mehr um ihren Hof bemüht seien, als Großbetriebe, dies sei in der Zeit der Not nach dem Ersten Weltkrieg besonders wichtig. Zwar biete das große Gut für Getreide und Kartoffeln bessere Bedingungen, aber für Fleisch, Eier und Milch, die in der Not besonders wichtig seien, habe der Kleinbetrieb die besseren Voraussetzungen. Außerdem biete die Schaffung kleiner Siedlungsstellen auch die Chancen für Familien, auf das Land zu ziehen und damit ihren Kindern eine gesündere und angenehmere Umgebung zu bieten.